# ارمانو آئبی
ارمانو آئبی (به ایتالیایی: Ermanno Aebi) بازیکن سابق فوتبال اهل ایتالیا بود. او در ۲۲ نوامبر ۱۹۷۶ در سن ۸۴ سالگی درگذشت.
ارمانو آئبی از سال ۱۹۲۰ میلادی عضو تیم ملی فوتبال ایتالیا بوده و در ۲ بازی ملی حضور داشته‌است. او در بازی‌های ملی‌اش ۳ گل به ثمر رساند. همچنین بین سال‌های ۱۹۱۰ تا ۱۹۲۲ عضو باشگاه فوتبال اینترمیلان بوده است. جورجیو ایبی پسر او نیز فوتبالیست بود.